# Guerre des Oranges
La guerre des Oranges est un conflit qui oppose le Portugal et l'Espagne en 1801. Il fut déclenché par le refus du Portugal de participer au blocus que Napoléon tente d'imposer à l'Angleterre. Cet épisode reste un traumatisme dans l'histoire du Portugal, puisque le pays y perd une petite partie de son territoire (Olivence), au profit de l'Espagne, à l'origine d'un conflit diplomatique qui ne sera jamais véritablement clos. Le conflit a aussi des conséquences sur le territoire brésilien, mais positives cette fois pour le Portugal.
Manuel Godoy dirigea cette guerre et l'armée espagnole s'empara sans résistance d'Olivence en mai 1801. Au cours d'un siège, Godoy envoya des oranges, cueillies sous les murailles d'Elvas, à la reine d'Espagne, sa maîtresse.
Ce conflit se termina par le traité de Badajoz, signé en juin 1801.

## Antécédents politiques et acteurs du conflit
Ce conflit s'inscrit dans la lutte que se livrent la France et l'Angleterre pour obtenir l'hégémonie sur le plan international. Depuis le coup d'État du 18 Brumaire, qui a conduit Napoléon Bonaparte au pouvoir, on a assisté à l'union des monarchies contre la France.
Le Portugal de Marie Ire de Portugal cherche à rester neutre dans ce conflit, afin de protéger ses intérêts commerciaux avec les deux puissances.
Mais la France, désireuse de rompre la vieille Alliance anglo-portugaise et ainsi fermer les ports portugais au commerce britannique, fait pression sur l'Espagne pour envahir le Portugal. Depuis la signature secrète du traité de San Ildefonso (1796), l'Espagne est alliée avec la France contre l'Angleterre.
La pression sur le Portugal augmente après sa participation à la destruction de l’armada espagnole au large du cap Saint-Vincent en février 1797 et au blocus anglais à Alexandrie, en Égypte (juillet 1798).
En 1800, avec la signature d'un nouveau traité à San Ildefonso, la France obtient de nouvelles concessions de la part des Espagnols. Les deux pays unissent leur flotte militaire. Ils finissent même par signer la convention d'Aranjuez, au terme de laquelle un ultimatum commun est adressé au Portugal (29 janvier 1801). Celui-ci exige :
- l'abandon de la vieille alliance avec l'Angleterre ainsi que la fermeture de ses ports aux navires anglais et leur ouverture à la France et à l'Espagne ;
- la cession de territoires correspondant à un quart de la population métropolitaine comme garantie de dévolution ou de cession des îles espagnoles aux mains anglaises (Trinidad, Minorque et Malte) ;
- le paiement de réparations de guerre à la France et à l'Espagne ;
- la révision des frontières avec l'Espagne.

En cas de refus, le Portugal se verrait envahi par l'Espagne. La France s'est engagée à participer à une telle invasion avec 15 000 hommes.
Malgré l'envoi d'un ambassadeur à Madrid, la guerre est déclarée.
Le Portugal ne dispose alors que de 2 000 cavaliers et de 16 000 fantassins, commandés par Dom João Carlos de Bragance e Ligne, 2e duc de Lafões, alors âgé de 82 ans. De nombreux émigrés français sont engagés au côté des Portugais. L'armée espagnole est, quant à elle, dirigée par le premier ministre espagnol Manuel de Godoy. L'armée d'invasion compte en tout 30 000 hommes. Les troupes françaises devaient être dirigées par le général Charles Victoire Emmanuel Leclerc, mais la guerre fut tellement rapide que les troupes ne participèrent pas aux combats.

## Conflit au Portugal
C'est par l'Alentejo que les Espagnols pénètrent au Portugal le 20 mai. Ils occupent alors Olivence, Juromenha, Terena, Arronches, Portalegre, Castelo de Vide, Ouguela et Barbacena sans résistance. Campo Maior résiste, elle, durant 18 jours, avant de tomber avec les honneurs militaires. La cité d'Elvas eut à subir un siège durant toute la durée de la guerre, mais ne tomba pas aux mains des Espagnols. Rapidement, les Espagnols sont maîtres du Haut-Alentejo.

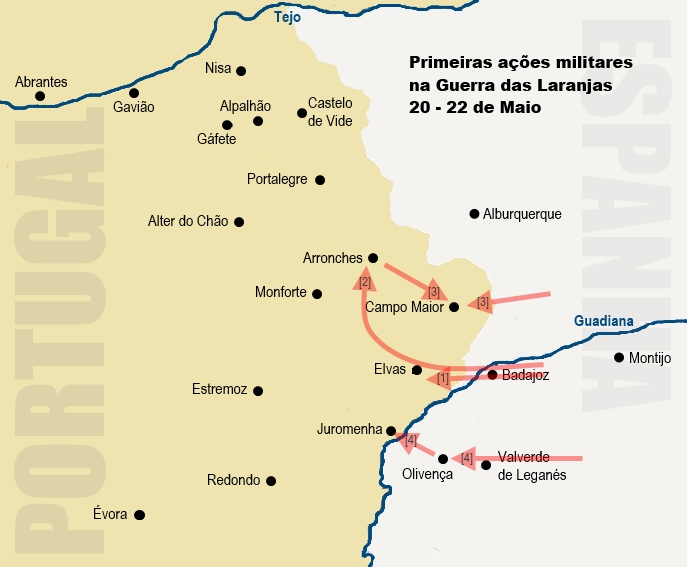
Premières operations militaires de la Guerre des oranges (20 au 22 mai 1801)

Le nom du conflit vient d'un épisode survenu lors du siège d'Elvas (mai 1801) : deux soldats auraient cueilli des branches d'oranger chargées de fruits qui auraient été envoyées par leur commandant, Manuel de Godoy, à la reine Marie-Louise, épouse de Charles IV d'Espagne, avec le message suivant : « Je manque de tout, mais sans rien j'irai à Lisbonne ». Certains auteurs virent dans ce geste la preuve d'une relation plus intime entre Godoy et sa reine.

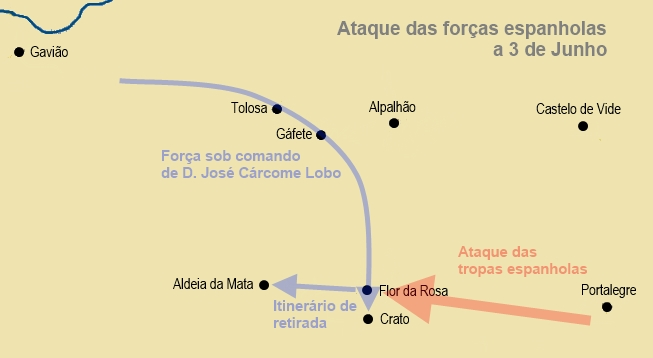
Offensive espagnole le 3 juin 1801

Abandonné par son allié anglais, qui semble négocier la paix avec la France, le Portugal, défait et démoralisé, n'a pas d'autre choix que de signer la paix, le 6 juin 1801 (traité de Badajoz). La paix est ramenée sur tous les territoires des deux nations. Les ports portugais sont, dès lors, fermés aux navires britanniques. Le Portugal recouvre l'ensemble des villes conquises, à l'exception d'Olivence ainsi que des territoires situés sur la marge orientale du Guadiana, restés aux mains des Espagnols. La contrebande est interdite dans cette zone, et le Portugal forcé de payer des indemnités de guerre.

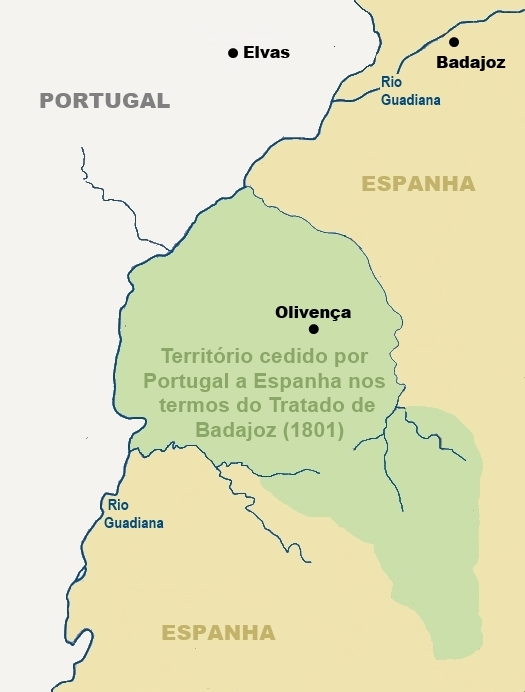
Territoire portugais d'Olivence cédé à l'Espagne par le traité de Badajoz en 1801

Le traité est ratifié par le prince régent Jean le 14 juin et par le roi Charles IV d'Espagne le 21 juin. Néanmoins, Napoléon, trouvant que le traité n'est pas suffisamment dur, le rejette. Un nouveau traité sera signé à Madrid le 29 septembre 1801, plus sévère pour le Portugal, mais lui évitant, pour quelque temps, une nouvelle violation de son territoire. Le Portugal accepte l'entrée des draps français, et s'engage à payer une indemnité de guerre de 25 millions de  francs. L'exécution des clauses traînera en longueur, le Portugal ne pouvant se permettre de mécontenter les Anglais.

## Conflit au Brésil
Dans la colonie portugaise, cette guerre se traduit au contraire par une expansion, puisque le gouvernement de Rio Grande do Sul en profite pour envahir les territoires voisins, au détriment de la colonie espagnole. En juin, il s'empare de San Miguel Arcángel, San Francisco de Borja, San Juan Bautista, Santo Ángel Guardián, San Lorenzo Mártir, San Luis Gonzaga et San Nicolás. La province augmente ainsi sa superficie d'un tiers.

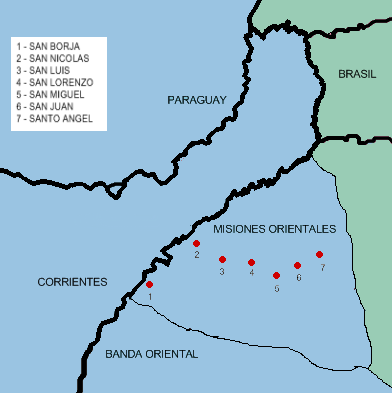
Zones prises par les Portugais en Amérique du Sud

L'Espagne essaye de répliquer en s'attaquant au point faible de la colonie portugaise, le Fort Coimbra, actuel district de Forte Coimbra, Corumbá, État du Mato Grosso do Sul (16 septembre 1801). Malgré plusieurs tentatives, ses troupes échouent, et se retirent le 25 septembre.
De son côté, la colonie portugaise contre-attaque et envoie une petite troupe commandée par Francisco Rodrigues Prado. Elle s'empare du fort São Jorge, sur la rive sud du Río Apa, ce qui permettra d'y fixer définitivement la frontière du Brésil. Ce territoire sera réclamé par le Paraguay lors de la Guerre de la Triple Alliance.